# Тел ел-Даб'а
Тел ел-Даб'а је археолошко налазиште у региону делте Нила у Египту где се некада налазио Аварис, главни град Хикса. Аварис је био под окупацијом Азијата од краја 12. до 13. династије (почетак другог миленијума пре нове ере). Локалитет је познат првенствено по минојским фрескама.

## Идентификација
Ископавања у овој области је 1885. започео Едуард Навил. Између 1929. и 1939. године, Пјер Монтез је извршио ископавање у Танису, 20 км северније, пронашавши изузетно богате гробнице. Веровао је да је пронашао локацију Авариса, а његово мишљење је тада било широко прихваћено. Ипак, други, као што је Лабиб Хабачи, један од пионирских египатских египтолога, нису били убеђени. Године 1941-42 он је вршио ископавања у Тел ел-Даби за египатску службу за антиквитете и дошао до закључка да је ово у ствари Аварис:
Када је Манфред Биетак из аустријског археолошког института 1980-их извршио детаљну студију топографије локалитета и његове околине, Хабачијева хипотеза је потврђена. Биетакова мисија је открила да је стварна престоница Хикса заиста била Тел ел-Даб'а. 
Недавна истраживања гробља у Аварису су спроведена у оквиру тридесетогодишњих заједничких ископавања од стране Аустријског археолошког института у Каиру, који је водио Манфред Биетак, а од октобра 2010. године Ирена Форстнер-Мулер. Занимљив циљ најновијих истраживања има везе са историјском епидемијом у Аварису 1715. године пре нове ере, документованом у археологији и сачуваним папирусима.
Природа цивилизације у Тел ел-Даб'а је схваћена из археолошког испитивања локалитета. Ископавањима су откривене зграде, односно резиденције, гробнице и храмови, који комбинују египатски и ханански архитектонски стил.  Друштво Тел ел-Даб'а комуницирало је са појединцима из других региона који су утицали на њихове фреске.  Иако су остаци оштећени мочварним окружењем, као и континуираном обновом и пољопривредом на локалитету, археолози су показали да је овај град окупирао богато друштво са великим светим подручјем и необичним сахрањивањем. 
Од 1951. до 1954. године Шехата Адам је делимично ископао локалитет Езбета Рушдија из 12. династије у близини Тел Ел-Даба.